# Агне Чепеліте
Агне Чепеліте (нар. 1 грудня 1995) — колишня литовська тенісистка.
Найвищу одиночну позицію світового рейтингу — 1089 місце досягла 25 травня 2015, парну — 748 місце — 25 травня 2015 року.
Здобула 1 парний титул туру ITF.

## Фінали ITF

### Парний розряд (1–1)
| Легенда          |
| ---------------- |
| Турніри $100,000 |
| Турніри $75,000  |
| Турніри $50,000  |
| Турніри $25,000  |
| Турніри $10,000  |

| Фінали за покриттям |
| ------------------- |
| Тверде (0–1)        |
| Ґрунт (1–0)         |
| Трава (0–0)         |
| Килим (0–0)         |

| Результат | Ранг | Дата            | Турнір             | Покриття | Партнерка          | Суперниці                   | Рахунок  |
| --------- | ---- | --------------- | ------------------ | -------- | ------------------ | --------------------------- | -------- |
| Перемога  | 1.   | 9 серпня 2014   | Телаві, Джорджія   | Ґрунт    | Justina Mikulskytė | Індія Maggen Ленка Вєнерова | 6–1, 7–5 |
| Поразка   | 1.   | 20 вересня 2014 | Анталія, Туреччина | Тверде   | Justina Mikulskytė | Юмі Накано Котомі Такахата  | 1–6, 5–7 |